# Flühli
Flühli är en ort och kommun i distriktet Entlebuch i kantonen Luzern, Schweiz. Kommunen har 1 821 invånare (2023).
I kommunen finns även ortsdelen Sörenberg.
Kantonen Luzerns högsta punkt, Brienzer Rothorn, ligger i Flühli. Den delas med kommunerna Brienz och Schwanden bei Brienz i kantonen Bern.